# رود بوفين
رود بوفين (5 نوفمبر 1987 بسانت تروند في بلجيكا - ) هو لاعب كرة قدم بلجيكي في مركز حراسة المرمى. لعب مع إسكيشهرسبور وإف سي آيندهوفن وفي في في فينلو ونادي آيندهوفن ونادي جينك ووست هام يونايتد وMVV Maastricht ‏.

## وصلات خارجية
- رود بوفين على موقع الاتحاد الأوربي (الإنجليزية)
- رود بوفين على موقع اتحاد تركيا (لاعب) (الإنجليزية)
- رود بوفين على موقع قاعدة بيانات كرة القدم.إي يو (الإنجليزية)
- رود بوفين على موقع Soccerbase.com (لاعب) (الإنجليزية)
- رود بوفين على موقع Soccerway.com (الإنجليزية)
- رود بوفين على موقع عالم كرة القدم.نت (الإنجليزية)